# Орден Заида
Орден Заида — высшая государственная награда Объединённых Арабских Эмиратов.

## История
Назван в честь первого президента страны, шейха Заида ибн Султана Аль Нахайяна.

### Степени
Орден имеет одну степень и представляет собой знак на цепи.
Вручается исключительно главам иностранных государств.

## Инсигнии ордена
Знак ордена представляет собой золотую семилучевую звезду, где лучи выполнены в виде золотых листьев с вставками из бриллиантов, между лучами лавровые веточки с листьями со вставками из изумрудов. В центре - медальон, покрытый мелкими бриллиантами, и с надписью на арабском языке, выложенной изумрудами. Медальон окаймляет золотая кайма, декорированная бриллиантами и рубинами.
Знак ордена подвешен к золотой цепи, состоящей из звеньев в виде золотых лавровых веточек, объединённых в венок, и золотых бляшек с изображениями гербов эмиратов в окружении бриллиантового кольца и декорированных рубинами. Центральное звено несёт на себе герб ОАЭ.

## Кавалеры(неполный список)
Кавалерами ордена являются:
- Елизавета II — королева Великобритании
- Нурсултан Назарбаев — президент Республики Казахстан
- Владимир Путин — президент Российской Федерации
- Виктор Янукович — президент Украины
- Нарендра Моди — премьер-министр Индии
- Дональд Трамп — президент США